# Decenio de Acción para la Seguridad Vial 2011-2020
La Asamblea General de las Naciones Unidas declaró el decenio 2011-2020 Decenio de Acción para la Seguridad Vial 2011-2020.

## Celebración
El 20 de noviembre de 2009 la Asamblea General de las Naciones Unidas en la Resolución 64/540 declaró el decenio 2011-2020 Decenio de Acción para la Seguridad Vial 2011-2020.

Decenio de Acción para la Seguridad Vial 2011-2020

"Exhorto a los Estados Miembros, los organismos internacionales, las organizaciones de la sociedad civil, las empresas y los líderes comunitarios a garantizar que el Decenio produzca mejoras auténticas. Para dar un paso en esta dirección, los gobiernos deberían dar a conocer sus planes nacionales para el Decenio cuando este se ponga en marcha a nivel mundial el 11 de mayo de 2011."
Sr. Ban Ki-moon, Secretario General de las Naciones Unidas
Plan Mundial para el Decenio de Acción para la Seguridad Vial 2011–2020
pdf, 1.12Mb
Organización de las Naciones Unidas

## Tema del Decenio de Acción para la Seguridad Vial 2011-2020
| Año         | Tema                                                            |
| ----------- | --------------------------------------------------------------- |
| 2011 - 2020 | "Es tiempo de actuar, Juntos podemos salvar millones de vidas". |